# Shanghai Wheelock Square
Il Shanghai Wheelock Square è un grattacielo situato a Puxi centro storico di Shanghai, in Cina.
È alto 298 metri ed è stato costruito tra il 2003 e il 2010.
Utilizzato per ospitare uffici, il grattacielo ha 58 piani e occupa una superficie di circa 100.000 metri quadrati. È stato progettato dallo studio Kohn Pedersen Fox Associates.